# Helius (Helius) polionotus
Helius (Helius) polionotus is een tweevleugelige uit de familie steltmuggen (Limoniidae). De soort komt voor in het Palearctisch gebied.